# معركة جلال آباد (1710)
معركة جلال آباد حدثت في 1710 بين قوات مغول الهند بقيادة جلال خان وقوات السيخ بقيادة باندا بهادور سينغ. هاجم باندا بهادور سينغ جلال آباد معقل المغول. فشل باندا بهادور سينغ في الاستيلاء على المدينة وانسحب بعد أربعة أيام.

## بعد المعركة
بعد المحاولة الفاشلة لأخذ المدينة، تم إعدام سجناء السيخ.